# Rugosolibethra rabdota
Rugosolibethra rabdota är en insektsart som först beskrevs av John Obadiah Westwood 1859.  Rugosolibethra rabdota ingår i släktet Rugosolibethra och familjen Diapheromeridae. Inga underarter finns listade i Catalogue of Life.